# Gerold I de Vintzgau
Gerold I de Vintzgau (mort al final del segle VIII) fou un aristòcrata germànic, comte a l'Anglachgau i al Kraichgau, però conegut sobretot per ser el pare d'Hildegarda de Vintzgau, la segona esposa de Carlemany i la mare de Lluís I el Pietós.

## Biografia
Se saben poques coses de Gerold. Sembla tanmateix estar vinculat a la família Agilolfinga, la primera dinastia regnant a Baviera. Però la seva ascendència exacta no és segura.
Segons Pierre Riché era fill d'un Agilulf, potser fill de Teodó, fill d'un altre Agilulf. Segons altres fonts, seria el fill d'Hado de Vintzgau i de Gerniu de Suàbia, aquest Hado relacionat igualment amb la descendència d'Agilulf. A la vista de les seves possessions situades a la vall mitjana del Rin, també podria ser un membre de l'aristocràcia franca instal·lat en Alemanya després de la repressió de l'aixecament de la noblesa d'aquest país.
Es va casar amb una filla del duc d'Alamània Nebe, anomenada Emma o Imma. D'aquest matrimoni va néixer el 758, Hildegarda, que, el 771, es va casar amb Carlemany, malgrat la seva joventut, després de la repudiació de la seva primera muller Desiderata de Llombardia. Va tenir també un fill de nom Gerold, amb el qual és de vegades confós.
El 784, ell i la seva esposa van fer importants donacions a la recent fundada abadia de Lorsch. Es tractava de dominis situats a les rodalies de Worms i de Heidelberg.
També és mencionat com a comte al Baar el 779 i el 783. Carlemany l'hauria nomenat Baioariæ præfectus el 794 i hauria mort en batalla vers el 799 (pel que fa a la seva mort, són proposades també les dates de 784/786 i de 795).

## Unió i descendència
Del seu matrimoni amb Emma naixeren:
- Hildegarda de Vintzgau (758 - † 783), esposa de Carlemany.
- Odalric o Udalrich, († vers 824), comte a l'Alpgau i el Breisgau vers 780/781, a l'Hegau el 787/791, al Thurgau el 787, i a Alsàcia el 817[5]
- Gerold († l'1 de setembre del 799), prefecte de Bavière el 796.
- (filiació incerta) Adrià d'Orleans (Adrianus † després del 10 de novembre 821), comte d'Orleans, comte palatí, espòs de Waldrada, avi d'Ermentruda, esposa de Carles II el Calb.[6]